# Africophilus montalentii
Africophilus montalentii är en skalbaggsart som beskrevs av Annika Sanfilippo och Mario E. Franciscolo 1988. Africophilus montalentii ingår i släktet Africophilus och familjen dykare. Inga underarter finns listade i Catalogue of Life.